# Pochod (hudba)
Pochod je hudební skladba v sudém taktu s výrazným pravidelným rytmem.
Tempo může být různé – od svižného u vojenských pochodů, přes volnější slavnostní, až po pomalé u pochodu smutečního.
Historicky pochody vychází z vojenského prostředí – k bubnování, které udávalo krok vojákům, se začaly přidávat žesťové nástroje. Později pronikly i do klasické hudby, kde vznikaly jako samostatné skladby i jako součást větších forem – symfonií, sonát, oper aj.
Jedním z nejznámějších pochodů je Vjezd gladiátorů českého skladatele Julia Fučíka.